# Kim Jordan
Kim Jordan (1958) is een Amerikaans ondernemer. Ze is bestuursvoorzitter van de New Belgium Brewing Company.

## Biografie
Haar middelbare school bij de Quakers, rondde zij op 16-jarige leeftijd af.
In navolging van haar moeder studeerde zij tot in de jaren 1980 maatschappelijk werk aan de Colorado State University. Hierna was zij drie jaar werkzaam in diverse maatschappelijke projecten.
Rond haar dertigste leerde zij Jeff Lebesch kennen, met wie zij in 1990 trouwde. Het paar kreeg twee zonen.
Lebesch – elektrotechnicus van beroep – was al hobby-brouwer. Na een fietstocht in de jaren '80 door België maakte hij kennis met het Belgische bier, waarna hij besloot dit type bier te maken in plaats van IPA's en Ale's.
Na de start van hun brouwerij “New Belgium” in de kelder van hun woning in 1991, bleef Jordan naast marketingwerkzaamheden voor het bedrijf doorwerken als maatschappelijk werkster.
In 1995 verhuisde het echtpaar de brouwerij naar hun huidige locatie in Fort Collins, Colorado.
Het bedrijf groeide. In 1996 besloten zij financiële openheid van zaken te geven, zodat de werknemers meer betrokken zouden worden bij de onderneming. Hierbij gaven Jordan en Lebesch hun medewerkers 10% van hun eigendom via een regeling aan uitgestelde vergoedingen dat in 2000 resulteerde in 32% aandelen bij hun medewerkers.
In 2001 verliet Lebesch het bedrijf en in 2009 scheidden zij.
Het bedrijf genereerde in 2013 een omzet van 190 miljoen dollar. Per 2012 zijn alle aandelen ondergebracht in een zogenoemde ESOP voor de ongeveer 550 werknemers.
Jordan wijst op de geschiedenis dat vrouwen belangrijk bijdragen in de ontwikkeling van het brouwen van bier. Zij laat ook weten zeer begaan te zijn met het milieu en zet daarom in op hernieuwbare energie. Er wordt door het bedrijf gebruikgemaakt van zonne-energie.